# Етвайнури
Етвайну́ри (рос. Этвайнуры, марій. Этьвайнур) — присілок у складі Гірськомарійського району Марій Ел, Росія. Входить до складу Пайгусовського сільського поселення.

## Населення
Населення — 110 осіб (2010; 130 у 2002).
Національний склад (станом на 2002 рік):
- гірські марійці — 91 %